# Cantone di Legé
Il Cantone di Legé era una divisione amministrativa dell'Arrondissement di Nantes.
È stato soppresso a seguito della riforma complessiva dei cantoni del 2014, che è entrata in vigore con le elezioni dipartimentali del 2015.
Comprendeva i comuni di:
- Corcoué-sur-Logne
- Legé
- Touvois